# Radoszkowice
Radoszkowice – wieś w Polsce położona w województwie dolnośląskim, w powiecie oławskim, w gminie Domaniów.

## Podział administracyjny
W latach 1975–1998 miejscowość administracyjnie należała do województwa wrocławskiego.

## Nazwa
W latach 1936–1945 wieś nosiła nazwę Freudenfeld.